# Iivari Kyykoski
Pentti Iivari Kyykoski (Luvia, Satakunta, 16 de febrer de 1881 – Hèlsinki, 8 de desembre de 1959) va ser un gimnasta finlandès que va competir durant els primers anys del segle xx.
El 1908 va prendre part en els Jocs Olímpics de Londres, on va guanyar la medalla de bronze en la prova del concurs complet per equips.